# Палавонов, Икболхон
Икболхон Палавонов (род. 19 марта 1944) — советский хозяйственный, государственный и политический деятель.

## Биография
Родился 19 марта 1944 года в кишлаке Багуш Ишкашимского района, Горно-Бадахшанской автономной области Таджикской ССР, таджик по национальности, выпускник биологического факультета Таджикского государственного университета им. Ленина (1961—1966), член КПСС с 1972 года.
С 1966 года — на службе, офицер Советской Армии (1966—1967). В 1967—1999 гг. на хозяйственной, общественной и политической работе — учитель восьмилетних школ № 6 и № 27 (01—08.1967; 1968—1969), директор школы № 27 (1969—1972), учитель средней школы № 21 (1972), инструктор Ишкашимского РК КП Таджикистана (1972—1973), заместитель заведующего отдела пропаганды и агитации Ишкашимского РК КП Таджикистана (1973—1977), заведующий отдела народного образования Ишкашимского районного исполнительного комитета Совета народных депутатов (1977—1987), заведующий орготдела Ишкашимского РК КП Таджикистана (1987—1990), секретарь по идеологии Ишкашимского РК КП Таджикистана (1990—1997).
В 1997 году избран первым секретарем Ишкашимского райкома КП Таджикистана.

## Награды и звания
- Почётная грамота ЦК КП Таджикистана (1977),
- Орден «Знак Почёта» (1986),
- Орден «За верность Родине СССР» — Международный Союз Советских офицеров (2010),
- Медаль «140 лет со дня рождения В. И. Ленина» (2010),
- Отличник народного образования Таджикской ССР (1987)[1].